# Gratiola viscidula
Gratiola viscidula är en grobladsväxtart som beskrevs av Francis Whittier Pennell. Gratiola viscidula ingår i släktet jordgallor, och familjen grobladsväxter. Inga underarter finns listade i Catalogue of Life.